# Friedrich von Bassermann-Jordan

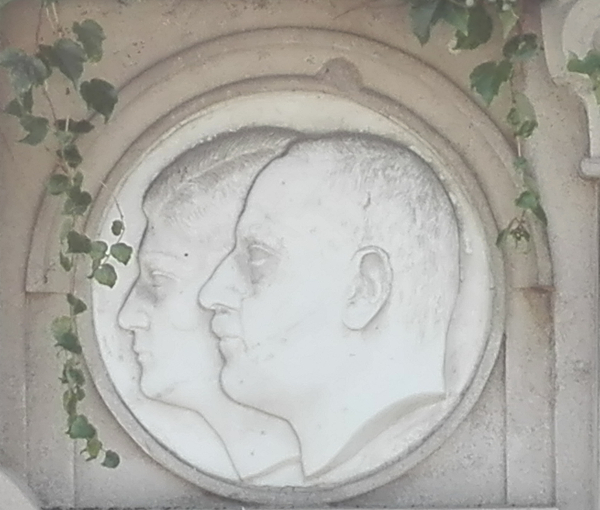
Bildnismedaillon des Friedrich von Bassermann-Jordan und seiner Frau

Friedrich Armand Emil Bassermann, ab 1883 Bassermann-Jordan, ab 1917 von Bassermann-Jordan (* 23. März 1872 in Deidesheim; † 11. Juli 1959 ebenda) war ein pfälzischer Weingutsbesitzer und Weinbau-Historiker. Er war Verfasser zahlreicher weinhistorischer Schriften, unter anderem der „Geschichte des Weinbaus“, ein Standardwerk zum Thema Weinbaugeschichte.

## Familie
Er entstammte der wohlhabenden badisch-pfälzischen Familie Bassermann, die mit dem Ordensbruder Johannes Bassermann de Radegishusen (Kloster Riddagshausen bei Braunschweig) erstmals auftritt und deren direkte Stammreihe mit Dietrich Bassermann (1615–1682) in Hanau begann, und war der Sohn des Weingutsbesitzers und Landrats Emil Bassermann (1835–1915, ab 1883 Bassermann-Jordan) und der Auguste Jordan (1841–1899); seine Brüder waren Ludwig Bassermann-Jordan und Ernst von Bassermann-Jordan.
Er heiratete am 15. Mai 1922 in Speyer (Rheinland-Pfalz) Elisabeth Wand (* 3. September 1899 in Speyer; † 14. Oktober 1975 in Bad Dürkheim), die Tochter des Oberbürgermeisters von Neustadt an der Haardt, Theodor Wand, und der Elisabeth Hauser. Die beiden hatte zwei Kinder, Ludwig (1924–1995) und Gabriele.
Sein Großvater mütterlicherseits war Ludwig Andreas Jordan. Als dieser 1883 starb, hatte er keinen männlichen Erben, der seinen Namen weitertragen würde. Auf seinen Wunsch hin erfolgte die bayerische Erlaubnis zur Namensvereinigung als „Bassermann-Jordan“ am 17. September 1883 auf Schloss Linderhof.

## Leben
Friedrich Bassermann wurde am 23. März 1872 geboren. Er besuchte das humanistische Gymnasium in Karlsruhe bis 1889. Nachdem er einige Studienreisen unternommen hatte, studierte er in Heidelberg, München, Berlin und Straßburg. 1894 promovierte er in Heidelberg und legte in Colmar das Staatsexamen im Fach Jura ab. Zusammen mit seinem Bruder Ludwig übernahm er 1899 das elterliche Weingut. Nachdem dieser gleich zu Anfang des Ersten Weltkriegs 1914 gefallen war, oblag ihm alleine die Leitung des Weinguts, da sein anderer Bruder Ernst bereits seit 1895 in München lebte.
Nachdem er bereits 1896 begonnen hatte, Literatur und Wissen über die Geschichte des Weinbaus zu sammeln, veröffentlichte Bassermann-Jordan 1907 Alter von 35 Jahren sein Werk „Geschichte des Weinbaus“. Bassermann-Jordan sprach neben Deutsch auch Französisch und Italienisch und beherrschte außerdem Latein und Altgriechisch. Für die Erstellung seines Werks las er antike Schriften und mittelalterliche Dissertationen aus verschiedenen europäischen Ländern. Er reiste zu Recherchezwecken viel herum, erwarb historische Schriftstücke und schuf sich so eine umfangreiche Bibliothek, die er bei der Erstellung des Buches nutzen konnte. 1922 schloss er die Arbeiten an der zweiten Auflage des Werks ab, die 1923 veröffentlicht wurde. Da Bassermann-Jordan bei seiner Betrachtung „ganz spezialistische Gebiete“ beiseite ließ, Weinbau in Nordamerika, Südafrika, China und Japan etwa, behandelt das Werk im Wesentlichen die Weinbaugeschichte des Abendlandes. Bassermann-Jordans Werk gilt als das Fundament der europäischen Weinbauforschung, als das informativste und bevorzugteste Nachschlagewerk in puncto Weinbaugeschichte. Eine weitere bedeutende Arbeit, die Bassermann-Jordans Werk ergänzt und in mancherlei Hinsicht auch fortführt, ist das Werk von Georg Schreiber, „Deutsche Weingeschichte. Der Wein in Volksleben, Kult und Wirtschaft“, das postum 1980 veröffentlicht wurde. Inhaltlich gibt es zwischen beiden Werken wenige Überschneidungen.
Neben der „Geschichte des Weinbaus“ veröffentlichte von Bassermann-Jordan zahlreiche weitere Bücher, hauptsächliche solche zum Thema Wein und Weinbau. 1926 gab er zusammen mit seinem Bruder Ernst die „Denkwürdigkeiten“ seines Großvaters Friedrich Daniel Bassermann heraus, der Mitglied der Frankfurter Nationalversammlung war.
1909 war Bassermann-Jordan Mitbegründer des Weinbaumuseums in Speyer, des ersten dieser Art in Deutschland. Nach dem Tod von Eugen Buhl, der ein Cousin der Mutter Bassermann-Jordans war, übernahm Bassermann-Jordan 1910 dessen Stelle als Aufsichtskommissar für das pfälzische Weinbaugebiet. Ebenfalls 1910 war er – zusammen mit seinem Bruder Ludwig – maßgeblicher Mitbegründer des Verbandes Deutscher Naturweinversteigerer (heute Verband Deutscher Prädikatsweingüter (VDP)). 1917 wurde Bassermann-Jordan Präsident des Bayerischen Weinbauverbandes. Er war außerdem Erster Vorsitzender des Weinbauverbandes der Pfalz. Zudem war er Mitglied des internationalen Weinamtes in Paris, der Commission Internationale Permanente de Viticulture in Paris und des Weinbeirats beim Reichsministerium für Ernährung und Landwirtschaft.
Bereits Bassermann-Jordans Vater Emil hatte es angestrebt, in den bayerischen Adelsstand erhoben zu werden. Als eine der letzten Familien gelang dies schließlich Friedrich und Ernst Bassermann-Jordan im Jahr 1917, die nach dem Tod ihres Bruders Ludwig, der schon in den ersten Tagen des Ersten Weltkriegs gefallen war, große Geldsummen an das Königreich Bayern überwiesen und an Hilfsorganisationen spendeten. Ihre Erhebung in den bayerischen Adelsstand erfolgte am 7. November 1917 in München mit Diplom vom 12. November und Immatrikulation in die Adelsmatrikel des Königreichs Bayern am 28. November 1917.
Als Bayerns Kultusminister Franz Matt 1925 die „Pfälzische Gesellschaft zur Förderung der Wissenschaften“ ins Leben rief, die sich der wissenschaftlichen Forschung und Landeskunde der Pfalz verschrieben hatte, wurde von Bassermann-Jordan deren erster Präsident. Er behielt dieses Amt bis zur Machtergreifung der Nationalsozialisten 1933, die seine Stelle, sowie die seines Generalsekretärs Albert Pfeiffer, mit anderen Personen besetzen. Nach Kriegsende wurde von Bassermann-Jordan dann 1950 wieder zum Präsidenten ernannt; an die Stelle des mittlerweile verstorbenen Albert Pfeiffers als Generalsekretär trat nun der Archäologe Friedrich Sprater.
Nachdem von Bassermann-Jordan 1959 verstorben war, übernahmen sein Sohn Ludwig und dessen Frau Margit die Leitung seines Weinguts.

## Ehrungen
1926 wurde von Bassermann-Jordan zum Geheimrat ernannt. Er war Ehrenpräsident des Weinbauverbandes der Pfalz, seit 1949 Ehrenmitglied der Landwirtschaftskammer Pfalz und wurde 1950 Ehrenmitglied des Deutschen Weinbauverbandes. Zudem war er Ehrenvorsitzender und Ehrenbeirat des Verbandes Deutscher Naturweinversteigerer. Die Deutsche Landwirtschaftsgesellschaft verlieh ihm 1957 als Erstem die nach ihm benannte „Friedrich-von-Bassermann-Jordan-Medaille“, die laut Satzung an höchstens zehn besonders verdiente Persönlichkeiten vergeben werden darf. 1952 wurde von Bassermann-Jordan mit dem Großen Verdienstkreuz der Bundesrepublik Deutschland ausgezeichnet. Er war außerdem Komtur des Silvesterordens und des griechischen Erlöser-Ordens, besaß die Verdienstmedaille vom Roten Halbmond in Silber, den bayerischen Michaelsorden III. Klasse, das König Ludwig-Kreuz und die Prinzregent-Luitpold-Medaille in Silber.
Die Universität München ernannte ihn zum Ehrenbürger und Ehrensenator. Die Wirtschaftshochschule Mannheim ernannte von Bassermann-Jordan 1957 zum Anlass ihres 50-jährigen Bestehens zum Doktor honoris causa. 2012 wurde von Bassermann-Jordan, zusammen mit Dom Pérignon und Gerhard Schwetje, mit einer Ehrentafel auf dem „Weine Walk of Fame“ beim Deutschen Weintor in Schweigen-Rechtenbach geehrt. Von der Weinbruderschaft der Pfalz wurde er zum „Ritter der Weinstraße“ ernannt und die Stadt Deidesheim ernannte ihn zu ihrem Ehrenbürger.

## Werke
- Geschichte des Weinbaus. 2. Auflage Frankfurt am Main 1923; Neudruck: Neustadt an der Weinstraße 1975; Nachdruck: Pfälzische Verlagsanstalt, Landau 1991, ISBN 387629181X.